# Слуцький Григорій Маркович

Григо́рій Ма́ркович Слу́цький (25 вересня (8 жовтня) 1916 , Київ  — 1 березня 1990 , Київ ) — український архітектор, лауреат премії Ради Міністрів СРСР (1971, за розробку Генерального плану розвитку міста Києва 1967 року, у складі творчого колективу).

## Біографія
Народився в Києві 25 вересня (8 жовтня) 1916 року в родині бородянського міщанина Мордка-Симхи Гершковича Слуцького та його дружини Нехами-Надії. При народженні отримав ім'я Герш. На час народження дитини батько був студентом Юр'ївського університету.
У Києві закінчив інженерно-будівельний інститут (1940).
Працював у проектному інституті «Київпроект», керівник архітектурної майстерні № 7. Автор Генерального плану розвитку міста Києва (1967), проєктів забудови районів Києва — Відрадного, Оболоні; ін. проєктів в Києві: житлових будинків на Басарабській площі (1950), по вулиці Енгельса (1952), Головпоштамту (1956), Київського річкового вокзалу (у співавторстві, 1961).

## Зображення

Будівля головного поштамту (Київ), 1956
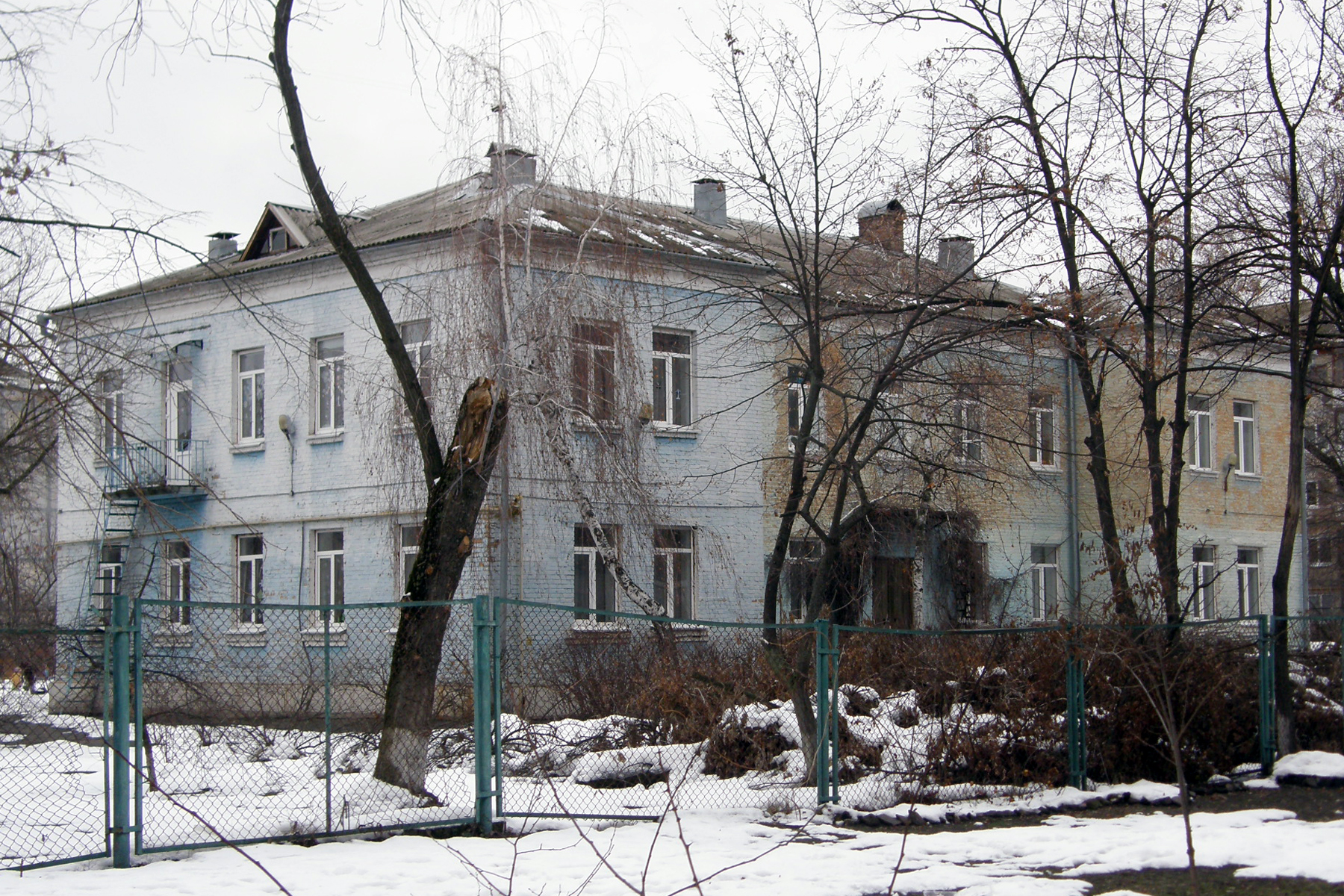
Київ, Дарниця, дитячий садок № 261
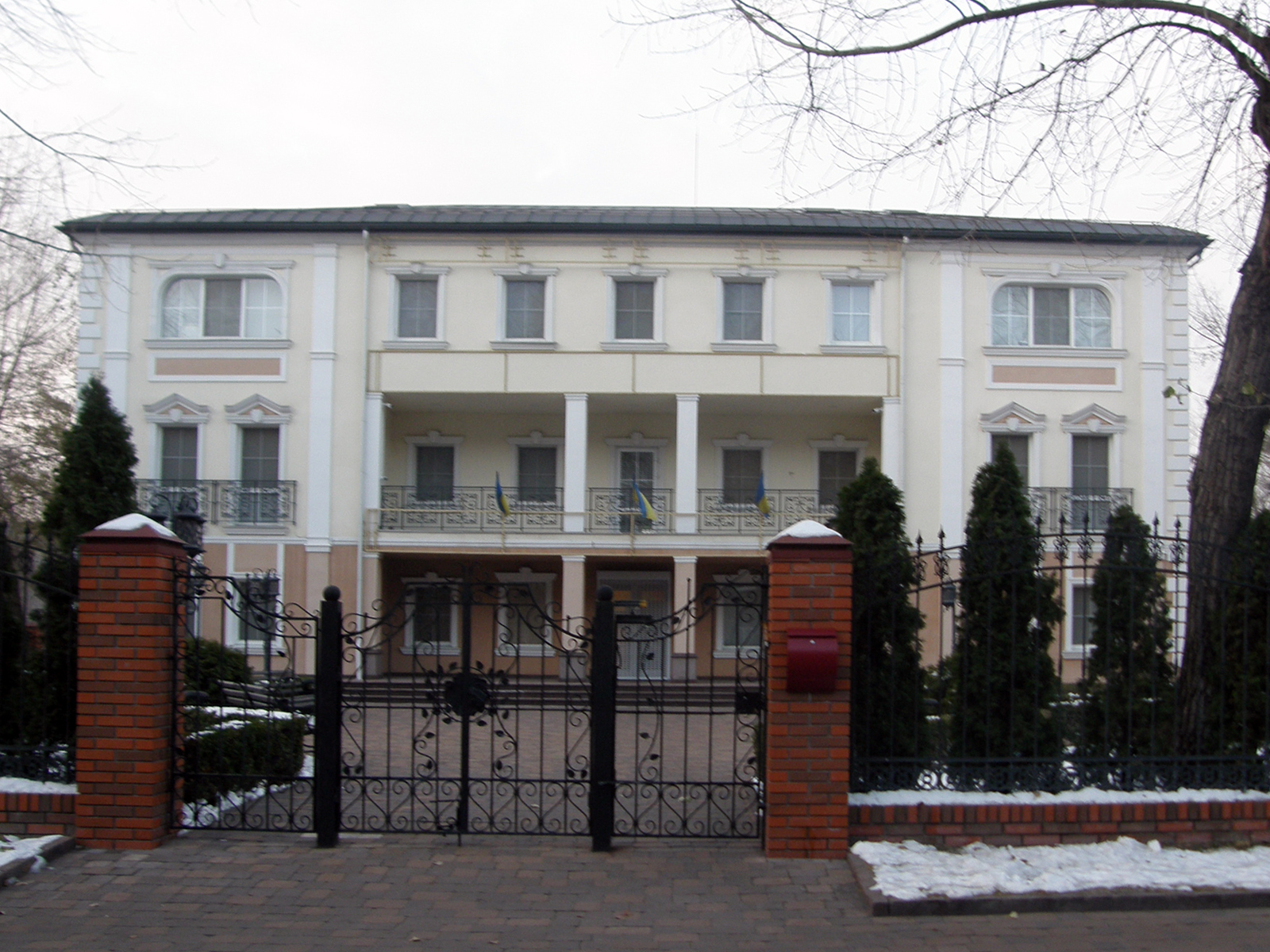
Київ, Дарниця, вул. Краківська, 3, Центр дитячої творчості, надбудований третім поверхом у 2012

## Публікації
- Перспективи житлового будівництва в Києві / Г.  Слуцький, І. Бронштейн. — Будівництво і архитектура : журнал. — 1958. — № 4. — С. 8–9 : іл.
- Перспективы жилищного строительства в Киеве / Г. Слуцкий, И. Бронштейн. — Строительство и архитектура : журнал. — 1958. — № 4. — С. 8–9 : ил. (рос.)
- Жилий масив у районі селища Відрадного / Г. Слуцький, Ш. Теслер, І. Бронштейн. — Будівництво і архитектура : журнал. — 1958. — № 4. — С. 6–8 : іл.
- Жилой массив в районе поселка Отрадного / Г. Слуцкий, Ш. Теслер, И. Бронштейн. — Строительство и архитектура : журнал. — 1959. — № 3. — С. 6–8 : табл., ил. (рос.)
- Опыт проектирования новых жилых районов / Г. Слуцкий, С. Теслер, А. Григорьянц. — Строительство и архитектура : журнал. — 1962. — № 5. — С. 9–10 : планы, табл. (рос.)
- Киевское море — зона отдыха трудящихся / В. Гопкало, Г. Слуцкий, И. Бронштейн. — Строительство и архитектура : журнал. — 1963. — № 11. — С. 8–11 : планы, ил. (рос.)
- Киевпроект / Г. Слуцкий. — Строительство и архитектура : журнал. — 1963. — № 12. — С. 26–28 : ил., рис. (рос.)
- Київська монорейкова / Г. Слуцький, Я.  Левітан. — Вечірній Київ : газета. — 1964. — 30 травня.
- Новый жилой район в Киеве / Г. М. Слуцкий, Ю. А. Паскевич. — Строительство и архитектура : журнал. — 1973. — № 2. — С. 3–8 : планы, рис. (рос.)
- Перспективы развития транспортной системы Киева / В. Антоненко, В. Коваль, Я. Левитан, Г. Слуцкий. — Строительство и архитектура : журнал. — 1974. — № 6. — С. 8–13 : планы, табл., фото. (рос.)
- Основные направления генерального плана Киева / Г. Слуцкий. — Строительство и архитектура : журнал. — 1974. — № 11. — С. 6–9 : планы. (рос.)

## Пам'ять
2016 року Укрпошта до 100-річчя від дня народження Григорія Слуцького випустила тиражем 400 тисяч примірників присвячений йому конверт з оригінальною маркою (портрет Г. М. Слуцького, художник Геннадій Задніпряний), а також із зображенням одного з творів архітектора — будівлі Київського поштамту. Спеціальне гасіння проводилося на Головпоштамті 8 вересня 2016 року.